# Ensemble Recherche

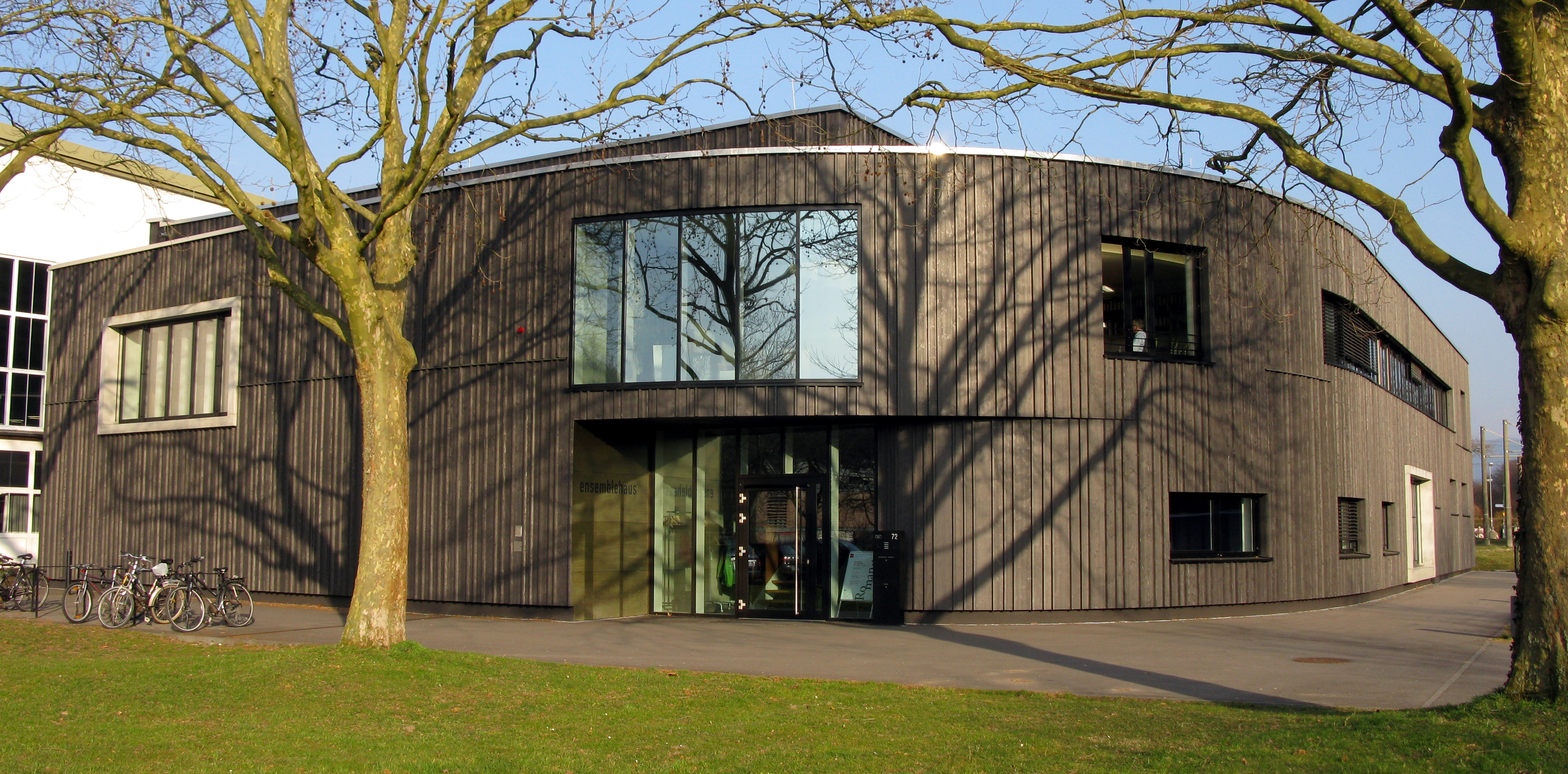
L'Ensemblehaus, le siège de l'ensemble à Fribourg-en-Brisgau.

L'Ensemble Recherche est un ensemble de musique de chambre allemand fondé en 1985 dont le répertoire est consacré à la musique moderne et à la musique contemporaine.

## Personnalités
- Jean-Pierre Collot, pianiste français, fils du peintre Gérald Collot, fit partie de l'Ensemble Recherche de 2003 à 2007[1].
- Emilio Pomàrico (1954-), chef d'orchestre argentin, a dirigé l'Ensemble Recherche[2].